# Pirckheimer-Gesellschaft
Die Pirckheimer-Gesellschaft ist eine Vereinigung von Bibliophilen, Graphik- und Exlibris-Sammlern. Benannt wurde sie nach dem Begründer der Bibliophilie, dem Renaissancegelehrten und Humanisten Willibald Pirckheimer. Sie hat es sich zur Aufgabe gemacht, Mitglieder und Öffentlichkeit mit Werken der Buchkunst und Graphik vertraut zu machen, das Sammeln von schönen und wertvollen Büchern, Graphiken und Exlibris zu fördern und zu unterstützen sowie zur Entwicklung der graphischen Künste beizutragen und das Exlibris zu pflegen.
Sie wurde am 29. Januar 1956 in Berlin gegründet und gehörte bis zu dessen Auflösung zum Kulturbund der DDR und ist damit die jüngste der drei Bibliophilen-Vereinigungen (Maximilian-Gesellschaft, Gesellschaft der Bibliophilen), die in Deutschland überregional tätig sind. 
Gründungsmitglieder sind Bruno Kaiser, Direktor der Bibliothek des Marx-Engels-Lenin-Stalin-Instituts beim ZK der SED, Heinrich Löwenthal, Oberrichter beim Obersten Gericht der DDR, I. M. Lange, Cheflektor im Volk und Wissen Verlag Berlin, Werner Klemke, Buchkünstler und späterer Professor an der Hochschule für angewandte Kunst Berlin-Weißensee, der Finanzwissenschaftler Ernst Kaemmel, die Schriftsteller Arnold Zweig, Louis Fürnberg und Johannes Bobrowski, der Schriftkünstler Albert Kapr, der Kinderbuchverleger Alfred Holz, die Altverleger Heinrich F. S. Bachmair und Wieland Herzfelde, der Wirtschaftswissenschaftler Jürgen Kuczynski und der Generaldirektor der Deutschen Staatsbibliothek Horst Kunze. 
Die Gesellschaft untergliedert sich (2009) in die Regionalgruppen Berlin-Brandenburg, Halle/Saale, Neubrandenburg, Neustrelitz, Thüringen und Rhein-Main-Neckar, sowie den, als eigenständige Gesellschaft bestehenden Leipziger Bibliophilen Abend e. V. Der Verein der Bibliophilen und Grafikfreunde Magdeburg und Sachsen-Anhalt e. V. „Willibald Pirckheimer“ ist der Pirckheimer-Gesellschaft nicht angegliedert. Unabhängig von der Pirckheimer-Gesellschaft als Bibliophilen-Vereinigung gibt es die Willibald-Pirckheimer-Gesellschaft e. V., eine Gesellschaft zur Erforschung von Renaissance und Humanismus.
Viermal im Jahr gibt die Gesellschaft mit Marginalien die derzeit einzige deutsche Zeitschrift für Buchkunst und Bibliophilie heraus, die mit einer typographischen Beilage ausgestattet ist und für Mitglieder eine limitierte, häufig signierte, Originalgraphik enthält. 
Die „Pirckheimer“ veranstalten regelmäßige Clubabende sowie Jahrestreffen.